# Cher (dipartimento)
Lo Cher /ʃɛːʁ/ è un dipartimento francese della regione Centro-Valle della Loira (Centre-Val de Loire).
Il territorio del dipartimento confina con i dipartimenti del Loiret a nord, della Nièvre a est, dell'Allier a sud-est, della Creuse a sud, dell'Indre a ovest e del Loir-et-Cher a nord-ovest.

## Storia
Il dipartimento è stato creato durante la Rivoluzione francese, il 4 marzo 1790, con la legge del 22 dicembre 1789, con parte della provincia di Berry, del Borbonese e del Nivernais. Dalla sua creazione alla fine della prima guerra mondiale la storia del dipartimento è simile a quella delle altre zone confinanti.

### Dal 1930 ad oggi

#### I rifugiati spagnoli
Nella seconda metà degli anni '30 il dipartimento fu meta dei rifugiati spagnoli in fuga dalla guerra civile spagnola. Gli arrivi aumentarono di anno in anno: 120 nel 1936, 965 nel 1937, 162 nel 1938. Dai decreti di Édouard Daladier sul raggruppamento degli stranieri "indesiderabili" (maggio 1938), quelli furono assegnati alla detenzione domiciliare. I 162 spagnoli ancora presenti nello Cher furono raggruppati in due zone di proprietà dello Stato convertite in campi di internamento: le vecchie scuderie dell'esercito francese a Châteaufer e l'Abbazia di Noirlac a Saint-Amand-Montrond. All'inizio del 1939 gli spagnoli presenti erano ancora 55.
Ma ciò che provocò La Retirada, l'emigrazione più consistente degli spagnoli, fu la caduta della Repubblica spagnola. Tra il 30 gennaio e il 9 febbraio 1939 arrivarono nello Cher 3 002 rifugiati spagnoli in fuga dalle truppe di Franco. Questi furono trasportati in quattro convogli dalla stazione di Bourges ai sei centri di raccolta aperti in aggiunta a quelli preesistenti: il castello de la Brosse a Farges-Allichamps, la fornace dismessa di La Guerche-sur-l'Aubois, un'officina della fabbrica Rétif a Sancoins, una casa a Sancerre, il castello di Vouzeron, il castello dei Trois-Brioux a Charentonnay.
Le tre strutture principali erano i campi di Noirlac, Châteaufer e il castello de la Brosse, che ospitarono fino a 1 400 rifugiati.
Ma questi centri non bastarono, così che fu necessario che altri 60 comuni aprissero ai rifugiati i fienili, le stalle e le case abbandonate, provocando situazioni anche piuttosto insalubri: a Châteaufer, per esempio, vennero creati dei dormitori nelle stalle, alcuni dei quali erano senza porte. A Sancoins l'officina Rétif venne utilizzata, oltre che per ospitare gli spagnoli, anche per una fiera del bestiame.
I rifugiati che arrivavano nello Cher erano per lo più donne e bambini, mentre gli uomini erano tenuti nei campi del sud. Erano tutti tenuti in rigorosa quarantena a causa dei rischi dello scoppio di un'epidemia. Vennero costruiti ospedali di fortuna a Noirlac, con 70 letti, a Châteaufer, con 40, e in altri centri. In primavera ed estate i rifugiati dei centri rurali erano raggruppati nel campo di Châteaufer. Nonostante le agevolazioni e gli incentivi presentati a chi voleva tornare in Spagna, nel dicembre 1939 c'erano ancora 912 Spagnoli e 600 nel febbraio 1940. Alcuni bambini furono portati nell'orfanotrofio di Bourges, evacuato in seguito a causa della minaccia dei bombardamenti a Neuvy-sur-Barangeon del 1945.
La chiusura del campo di Châteaufer era prevista per il 10 marzo 1940, poi rinviata al 1º giugno. Gli Spagnoli furono così coinvolti nella fuga causata dalla sconfitta dell'esercito francese.

#### La seconda guerra mondiale
Dopo l'armistizio del 22 giugno 1940, Bourges, Vierzon e La Guerche furono occupate, mentre Saint-Just era attraversata dalla linea di demarcazione tra zona tedesca e Repubblica di Vichy.
Gli ebrei furono schedati a partire dall'estate del 1941, ma la registrazione venne rapidamente sospesa a causa della mancanza di documenti sufficienti. In autunno c'erano 519 ebrei nella zona non occupata, di cui 175 solo a Saint-Amand-Montrond, mentre gli altri si dividevano tra Le Châtelet, Châteaumeillant, Graçay, Sancoins, Ids-Saint-Roch e Saulzais-le-Potier. Nell'estate del 1942 avvenne un rastrellamento e gli ebrei arrestati furono portati ai campi di Douadic e Nexon, prima di venire condotti in Germania.
Nel giugno 1944 Saint-Amand-Montrond venne presa dalle Forze Francesi dell'Interiore, ma la città fu rapidamente circondata dalla Wehrmacht. I guerriglieri fuggirono a Creuse, portando con sé degli ostaggi: 13 miliziani e 6 delle loro mogli. Le sei donne furono barattate con 60 prigionieri di Saint-Amand, ma i guerriglieri fucilarono gli uomini il 20 luglio. Subito la Polizia di Saint-Amand arrestò 76 ebrei, tra cui 10 bambini, per vendicarsi. Ne tenne 70 in carcere, 36 dei quali furono poi gettati vivi nel pozzo di Guerry a Savigny-en-Septaine.
A memoria di questi eventi si è tenuta una conferenza nel novembre del 2012, e dal 2010 ogni anno delle riunioni annuali commemorano i campi di Châteaufer e Noirlac.

## Stemma
Lo stemma dello Cher rappresenta dei gigli d'oro su campo azzurro, con il bordo rosso ondulato e una striscia orizzontale ondulata d'argento in primo piano.

## Geografia fisica

Carta dello Cher raffigurante città principali, strade e fiumi.

Lo Cher comprendeva un tempo il dipartimento dell'Indre e la regione di Berry. Ora fa parte della regione Centro e confina con i dipartimenti di Indre, Loir-et-Cher, Loiret, Nièvre, Allier e Creuse.

### Rilievi
Il dipartimento si trova ai piedi dell'Alvernia; a est si trovano le colline di Sancerre (434 m), che costeggiano la Loira, a ovest si apre sulla Champagne berrichonne e a nord-ovest sulla Sologne. 
Il punto più alto è il Magnoux (504 m). Il fiume Cher, all'uscita dal dipartimento, è alla più bassa altitudine di questo, con soli 89 m.

### Fiumi principali
Molti fiumi attraversano il territorio dello Cher, ed i loro nomi si ritrovano all'interno dei toponimi: l'Auron, la Sauldre, lo Yèvre, la Vauvise, lo Cher.

### Regioni naturali
- la regione di Berry, ad ovest e sud-ovest
- la Sologne, a nord-ovest
- il Sancerrese, dei Pays-Fort, a nord-est
- il Boischaut sud e Boischaut nord
- l'Haute Marche, a sud
- la Val de Germigny
- la Valle della Loira

### Trasporti
Due autostrade attraversano lo Cher, la A20 e la A71.
Ci sono tre linee ferroviarie, la Tours-Nevers, la Parigi-Orléans-Limoges e la Bourges-Montluçon.

## Società

### Evoluzione demografica

Mappa dei dipartimenti della Francia con relativa densità di popolazione.

La demografia dello Cher è caratterizzata da una bassa densità, invecchiamento della popolazione, ristagno delle crescite dal 1920 e da una prospettiva di abbassamento della popolazione nel periodo dal 2007 al 2030.
Nel gennaio 2007 il dipartimento aveva ufficialmente 314 600 abitanti. In otto anni, dal 1999 al 2007, la sua popolazione è aumentata di solo 212 unità, mentre la popolazione nazionale è cresciuta del 5,7% rispetto allo stesso periodo.
La densità di popolazione dello Cher, di 43,5 abitanti per  km² nel 2007, è meno della metà di quella di tutta la Francia, che, nello stesso anno, arrivava fino a 100,5 ab/ km².
Il dipartimento dello Cher ha 7 distretti (Aubigny-sur-Nère, Sancerre, Sancoins, Saint-Amand-Montrond, Châteaumeillant, Bourges, Vierzon) e 43 cantoni. Il primo censimento avvenne nel 1801 e si ripete ogni cinque anni a partire dal 1821.
Con 207 541 abitanti nel 1831, il reparto rappresenta lo 0,64% della popolazione francese, che era di 32 569 000 abitanti. Dal 1831 al 1866 la popolazione crebbe di 80 554 abitanti, con un incremento dello 0,89% l'anno in media, ben al di sopra della crescita nazionale nello stesso periodo, che era dello 0,48%.
La crescita tra le guerre del 1870 e 1914 fu molto più bassa rispetto al livello nazionale. In questo periodo la popolazione crebbe solo di 2 418 abitanti, con un incremento dello 0,7%, rispetto al 10% del tasso nazionale. Tra le due guerre mondiali avvenne un calo della popolazione del 5,3%, mentre a livello nazionale questo fu del 6,9%.
A differenza di molti altri dipartimenti francesi, lo Cher non conobbe crescita della popolazione dopo la seconda guerra mondiale. Il tasso di incremento tra il 1946 e il 2007 è stato del 10%, mentre quello nazionale è stato del 57%.
Secondo le previsioni dell'INSEE la popolazione potrebbe diminuire durante il periodo 2010-2030 calando quasi del 4%.

### Lingue e dialetti
Le lingue storiche del dipartimento sono il Berrichon e il Borbonese.
La lingua d'oïl è parlata in tutto il dipartimento. Il Berrichon, dialetto d'oil, si parlava in tutto il dipartimento fino alla metà del XX secolo. Era composto da un gran numero di parlate locali più o meno influenzate dalle aree limitrofe (Valle della Loira, Sologne, Orleanese, Nivernese). Il sud-est del dipartimento faceva parte della antica provincia del Borbonese, anche se il dialetto qui parlato faceva parte della famiglia del Berrichon. Nella parte meridionale del dipartimento ci sono delle influenze della lingua d'oc; il Berrichon è quindi a metà strada tra i dialetti del nord e del sud della Francia. Per esempio, chambrat, che significa fienile, in francese si dice grenier, betoulle, che significa betulla, in francese è bouleau, aigasse (pioggia) in francese si dice averse.